# Nizami Gəncəvi (Metro de Bakú)
Nizami Gəncəvi es una estación del Metro de Bakú. Se inauguró el 31 de diciembre de 1976.